# Cornelia Hirsch
Cornelia „Nele“ Hirsch (* 16. Januar 1980 in Stuttgart) ist eine ehemalige deutsche Politikerin (PDS/Die Linke). Von 2005 bis 2009 war sie Mitglied des Bundestages.

## Schule und Studium
Nach dem Abitur 1999 am Gymnasium Balingen begann Cornelia Hirsch ein Studium der Politikwissenschaft, der Interkulturellen Wirtschaftskommunikation und der Islamwissenschaft an der Friedrich-Schiller-Universität Jena. Von 2001 bis 2002 absolvierte sie an der Fremdsprachenhochschule Kansai in Osaka ein Studienprogramm der Asienwissenschaft. Außerdem absolvierte sie Studienaufenthalte in Peking und Damaskus.
Nach ihrem Ausscheiden aus dem Bundestag absolvierte sie an der FernUniversität in Hagen ein Bachelorstudium im Fach Bildungswissenschaft und ein Masterstudium im Fach eEducation – Bildung und Medien.

## Politischer Werdegang
Im Jahr 2001 gründete Cornelia Hirsch zusammen mit anderen Studenten die Jenaer Hochschulzeitschrift für Interkulturalität Unique und war im int.ro, dem Referat für interkulturellen Austausch des StuRa der FSU Jena, sowie in dessen Vorstand tätig.
Von 2003 bis 2005 gehörte Cornelia Hirsch dem Bundesvorstand des freien zusammenschlusses von studentInnenschaften an und war hier für die Bereiche Hochschul- und Sozialpolitik, Gender-Politik sowie für die Verfasste Studierendenschaft und das so genannte Politische Mandat verantwortlich.
Im Mai 2005 wurde Hirsch Mitglied der PDS. Gleichzeitig trat sie deren Jugendverband ['solid] – die sozialistische Jugend (heute: Linksjugend ['solid]) bei. Sie galt als eines der prominentesten aktiven Mitglieder des Jugendverbandes. Zudem war sie in zahlreichen Strömungsgruppen des linken Flügels aktiv und 2006 Gründungsmitglied der Antikapitalistischen Linken (AKL).
Von 2005 bis 2009 war Hirsch Mitglied des Deutschen Bundestages sowie bildungspolitische Sprecherin der Linksfraktion. Sie war über die Landesliste Thüringen in den Bundestag eingezogen. Ihr Abgeordnetenbüro und damit ihre Wahlkreisarbeit unterhielt sie in Gotha und Ilmenau. Während dieser Zeit war sie Mitglied des Kuratoriums der Bundeszentrale für politische Bildung, Bonn und des DSW e.V., Berlin. sowie Mitglied des BdWi, der GEW und der ver.di sowie seit 2007 der Roten Hilfe.
Cornelia Hirsch gehörte von 2010 bis 2012 dem Bundesvorstand der Linken an.

## Beruf und Mitgliedschaften
Seit 2013 ist Cornelia Hirsch nicht mehr allgemein- und parteipolitisch aktiv, sondern arbeitet als Pädagogin und Bildungswissenschaftlerin in dem von ihr gegründeten eBildungslabor.
Seit 2018 arbeitet sie im Bündnis freie Bildung mit.
Seit 2021 ist Mitglied im Beirat von WirLernenOnline.
Seit 2024 ist sie Mitglied im Impulsgremium zur OER-Strategie des Bundesministeriums für Bildung und Forschung (BMBF).